# Juan de Grijalva

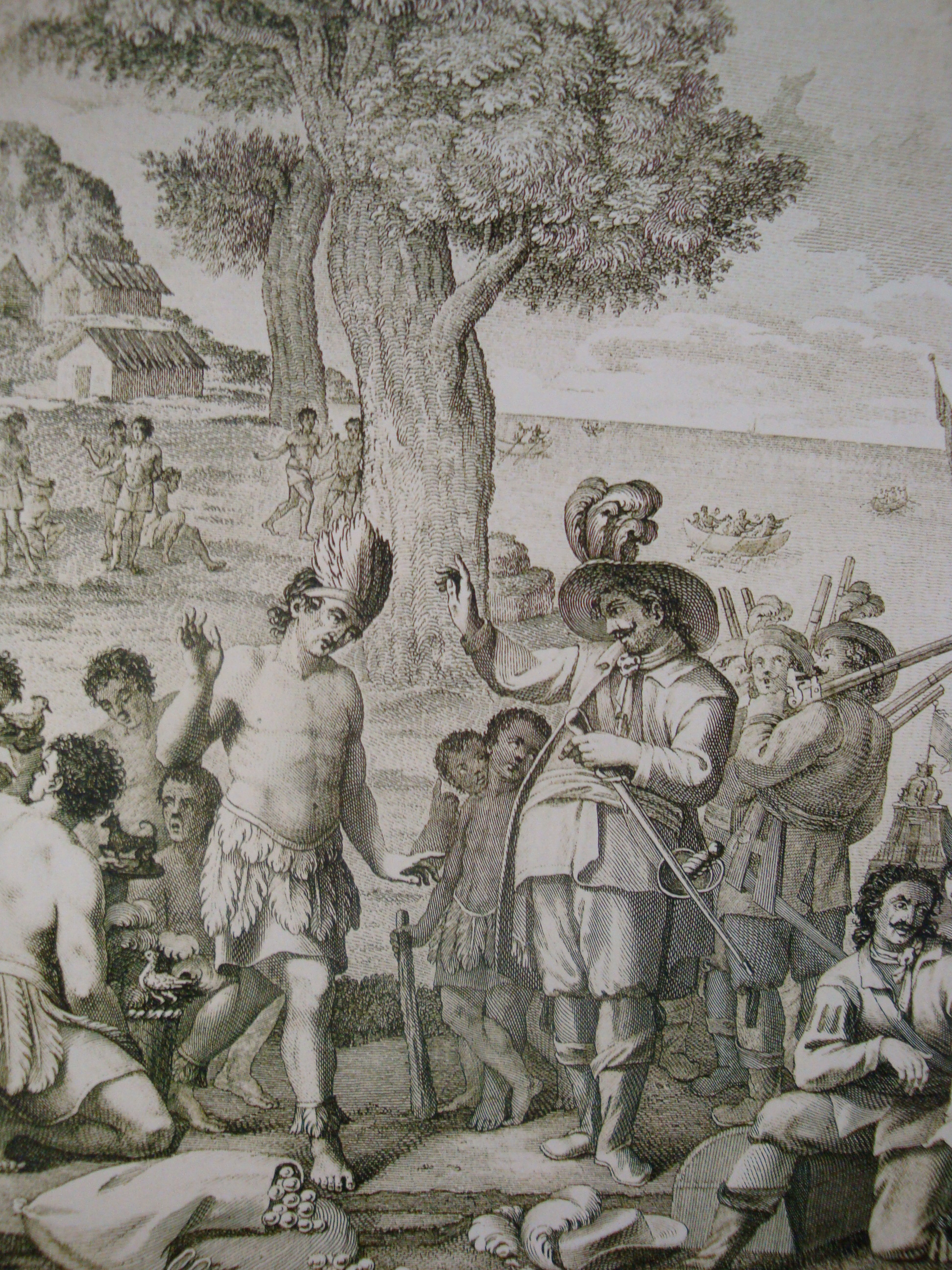
Entrevista entre Grijalva y el cacique maya Tabscoob en Potonchán.

Juan de Grijalva (Cuéllar (Castilla), 1489-Olancho, Honduras, 1527) fue un descubridor y conquistador español que participó en la exploración y conquista de Cuba con el adelantado Diego Velázquez de Cuéllar (1511), de quien, además de su sobrino, fue su capitán. También participó en la exploración a las costas mexicanas —en la que destacaron la exploración de Yucatán y de Tabasco (1518)—; en la exploración de Francisco de Garay de las costas y territorios del Norte en el actual Estado de Veracruz y golfo de México (1522-1523) y finalmente en la conquista de Honduras con Pedrarias Dávila (1527), en la que pereció.

## Biografía
Siendo muy joven acompañó a Pánfilo de Narváez a la isla de La Española, desde donde partió  con la expedición de Diego Velázquez de Cuéllar a Cuba, en 1511; participando en la conquista y exploración de la isla.
En enero de 1518 Velázquez de Cuéllar, ya para entonces gobernador de Cuba, entusiasmado por la noticia del descubrimiento de nuevas tierras (Yucatán) durante la infructuosa y desgraciada expedición de Francisco Hernández de Córdoba en 1517, organizó otra expedición integrada por cuatro navíos y doscientos cuarenta hombres, y el mando de la expedición recayó en Juan de Grijalva, que algunas fuentes citan como su sobrino.

## La expedición a las costas de México

### Exploración de la península de Yucatán
Los expedicionarios salieron del puerto de Matanzas (Cuba) el 8 de abril de 1518 y descubrieron las costas de la isla de Cozumel el día 3 de mayo, a la que llamaron Santa Cruz de Puerta Latina. El piloto de la escuadra, Antón de Alaminos, pensó que estaba navegando entre dos islas y nombró la península de Yucatán como Isla Rica.
Exploraron todo el litoral norte de la península y parte de las costas del golfo de México. En uno de los desembarcos, Grijalva y sus compañeros mantuvieron un sangriento combate y vencieron a los nativos de Chakán Putum (Champotón), [cita requerida]en el mismo lugar donde había sido derrotada y diezmada la expedición de Hernández de Córdoba un año antes. 
Durante el viaje tuvieron necesidad de arreglar algunos desperfectos de los navíos por lo que se desviaron y cruzaron un estrecho.

### Descubrimiento de Tabasco
En el recorrido del 8 de junio de 1518 descubrieron lo que más tarde sería la Provincia de Tabasco el río que hoy lleva su nombre en Tabasco (río Grijalva), que pasa en medio de la ciudad de Villahermosa. Grijalva decidió entrar en él, y desembarcó en la ciudad maya de Potonchan capital del señorío de Tabscoob, cacique al que saludó e incluso le regaló su jubón de terciopelo verde.

«...Otro día en la mañana vino el cacique o señor en una canoa, y le dijo al capitán que entrase en la embarcación, luego le dijo a unos indios que vistiesen al capitán con un coselete y unos brazaletes de oro, borceguíes hasta media pierna con adornos de oro, y en la cabeza le puso una corona de oro. El capitán mandó a los suyos que vistiesen al cacique con un jubón de terciopelo verde, calzas rosadas, un sayo, unos alpargates y una gorra de terciopelo».
 Juan Díaz. "Itinerario de la Armada". 1518

Después de descansar unos días y abastecerse de provisiones, siguieron su expedición hacia el norte y descubrieron el río de Dos Bocas al que le pusieron así por «desagüar al mar por dos bocas» luego descubrieron una población india llamada Ayagualulco (Ahualulco) en donde «sus habitantes portaban rodelas hechas con concha de tortugas, que brillaban con el sol y le pusimos por nombre "La Rambla", y así esta en las cartas de marear...».  después descubrieron el río Tonalá al que bautizaron con el nombre de Santo Antón, «por ser su descubridor» y finalmente recalaron en Veracruz. Grijalva nombró a la lengua de tierra que abre la bahía como San Juan de Ulúa, por haber llegado allí el día de San Juan de junio de 1518. De ahí siguió navegando hasta el río Pánuco ubicado en el hoy estado de Tamaulipas (México).
Enfrentado Grijalva a Pedro de Alvarado, uno de sus lugartenientes, por haberse separado de la expedición, le envió de vuelta a Cuba, mientras continuaba su aventura.

Expedición de Juan de Grijalva 1518.

### Imperio azteca
Durante el viaje de exploración por las costas mexicanas del golfo de México, en Tabasco tuvieron noticias del imperio azteca, gobernado por Moctezuma II, ya que los nativos Maya-Chontales le informaron a Grijalva de que "hacia donde se pone el sol, en "Culúa" y "México" existe un imperio muy poderoso y rico en oro", sin embargo, llevaban más de cinco meses de viaje y las provisiones escaseaban, por lo que Grijalva decidió regresar a Cuba.

«...nos sahumaron a todos y presentaron ciertas joyas de oro como diademas y otras joyas como lagartijas, y tres collares de cuentas(...)y trajeron unas mantas de las que usan y nos dijeron que las recibieramos en buena voluntad, que no tenían más oro, que adelante, hacia donde se pone el sol, hay mucho, y decían: Colúa, colúa, y México, México, y nosotros no sabíamos que cosa era Colúa ni aun México».
 Bernal Díaz del Castillo. "Historia Verdadera de la Conquista de la Nueva España".

### Destitución
A su regreso a Cuba Grijalva fue recriminado y destituido por Diego Velázquez de Cuéllar por no haber establecido colonia alguna en las tierras visitadas, cosa que motivó a Grijalva a ponerse a las órdenes de Pedro Arias de Ávila, también conocido como Pedrarias Dávila, que recién iniciaba las exploraciones de América central.
Hay un libro escrito sobre esta expedición, cuya  autoría se ha adjudicado a Juan Díaz, capellán de Grijalva, y también de Cortés y Pedro de Alvarado. El nombre completo del libro es Itinerario de la armada del rey católico a la isla de Yucatán, en la India, en el año 1518, en la que fue por comandante y capitán general Juan de Grijalva, escrito para Su Alteza por el capellán mayor de la dicha armada, y fue utilizado en la polémica entre Cortés y Velázquez que tuvo que ser resuelta en las cortes de la península ibérica. Cortés envió como pruebas los «rescates» obtenidos por él mismo, así como sus Cartas de relación. Por su parte, Velázquez envió como pruebas los «rescates» de Grijalva, y el Itinerario de la armada. Previamente Benito Martín, clérigo y procurador del gobierno de Velázquez y también su enviado, transformó el documento, que fue conocido ampliamente, conociendo cinco ediciones entre 1520 y 1522, dos latinas, dos italianas y una alemana.

## La expedición de Grijalva al golfo de México
En 1523 acompañó a Francisco de Garay en un viaje de exploración al golfo de México y la península de Florida. La expedición debía reunirse con una guarnición previamente establecida por Diego de Camargo en las inmediaciones del río Pánuco. Sin embargo, la guarnición había sido atacada por el pueblo huasteco y los expedicionarios se habían reunido con las fuerzas de Hernán Cortés en la Villa Rica de la Vera Cruz. Garay dejó a su hijo al mando de la expedición mientras se reunía con Cortés en la Ciudad de México. Garay logró un acuerdo con Cortés en la Navidad de 1523, pero falleció intempestivamente por neumonía.
Mientras esto sucedía en Veracruz, Grijalva y otros capitanes se amotinaron contra el hijo de Garay, hostigaron a la población nativa provocando una sublevación indígena. Cortés envió a Gonzalo de Sandoval para controlar la situación de nativos sublevados y españoles amotinados. Juan de Grijalva y los capitanes amotinados fueron regresados a la isla de Cuba.

## Muerte en la conquista de Honduras
Juan de Grijalva se unió después a Pedrarias Dávila y viajó a Honduras y Nicaragua. Pereció a manos de los nativos en Olancho, Honduras, en 1527.
En 1604, el Virrey Juan de Mendoza y Luna, III Marqués de Montesclaros, autorizó la propuesta de las autoridades coloniales de la Provincia de Tabasco, para que a la población de Villahermosa de San Juan Bautista le fuera cambiado el nombre por el de San Juan de Villahermosa en honor a Juan de Grijalva, descubridor de Tabasco.

## Familiares de Grijalva
Acompañaron a Grijalva a América otros miembros de su familia. Hay noticia de tres de ellos:
- Francisco de Grijalva, natural de Cuéllar. En el año 1518 ya se encontraba en Cuba y figura en la lista de los conquistadores de México que llegaron con Hernán Cortés en 1519. Continuó en la conquista de la Nueva España en 1520.
- Fernando de Grijalva, natural de Cuéllar. Reside en Cuba en el año 1518 y pasa a la conquista de México con Cortés en 1520. Fue enviado por Cortés a socorrer a Hurtado de Mendoza, que había salido al frente de una expedición en 1532. Zarpó de Manzanillo el 30 de julio de 1533 e hizo importantes descubrimientos, como la isla que llamó Santo Tomé y otras. A su regreso exploró las costas del golfo de Tehuantepec. Más tarde Hernán Cortés le envió en auxilio de Francisco Pizarro y no se volvió a saber de él.
- Rodrigo de Grijalva, natural de Cuéllar. En 1519 se hallaba en Cuba, de donde pasó a Nueva España con Pánfilo de Narváez en 1520.